# Saint-Cyr-du-Doret
Saint-Cyr-du-Doret é uma comuna francesa na região administrativa da Nova Aquitânia, no departamento de Charente-Maritime. Estende-se por uma área de 17,08 km². Em 2010 a comuna tinha 669 habitantes (densidade: 39,2 hab./km²).